# Verneuil-sur-Vienne
Pour les articles homonymes, voir Verneuil.
Verneuil-sur-Vienne est une commune française située dans le département de la Haute-Vienne en région Nouvelle-Aquitaine. Verneuil-sur-Vienne est surnommée les jardins de Limoges. Ses habitants sont appelés les Verneuillais(es).
C'est le seul village viticole de la Haute-Vienne.

## Géographie

### Localisation
La commune de Verneuil-sur-Vienne est située à l'ouest de Limoges (à environ 10 km) dans un secteur compris entre la route d'Angoulême (RN 141) et la Vienne.

### Communes limitrophes
Les communes limitrophes sont Aixe-sur-Vienne, Isle, Limoges, Saint-Gence, Sainte-Marie-de-Vaux, Saint-Priest-sous-Aixe, Saint-Victurnien, Saint-Yrieix-sous-Aixe et Veyrac.
| Saint-Victurnien, Sainte-Marie-de-Vaux | Veyrac              | Saint-Gence |
| Saint-Yrieix-sous-Aixe                 | Verneuil-sur-Vienne | Limoges     |
| Saint-Priest-sous-Aixe                 | Aixe-sur-Vienne     | Isle        |

### Agriculture
Le vignoble de Verneuil couvrait au XVIIIe siècle 20 % des terres de la commune. Depuis 1994, une association de passionnés travaille avec succès à la réhabilitation de la vigne.

### Climat
Pour des articles plus généraux, voir Climat de la Nouvelle-Aquitaine et Climat de la Haute-Vienne.
Historiquement, la commune est exposée à un climat océanique limousin.  
En 2020, Météo-France publie une typologie des climats de la France métropolitaine dans laquelle la commune est exposée à un climat océanique altéré et est dans la région climatique  Ouest et nord-ouest du Massif Central, caractérisée par une pluviométrie annuelle de 900 à 1 500 mm, maximale en automne et en hiver.
Pour la période 1971-2000, la température annuelle moyenne est de 11 °C, avec une amplitude thermique annuelle de 14,6 °C. Le cumul annuel moyen de précipitations est de 1 143 mm, avec 13,4 jours de précipitations en janvier et 7,8 jours en juillet. Pour la période 1991-2020, la température moyenne annuelle observée sur la station météorologique la plus proche, située sur la commune de Limoges à 9 km à vol d'oiseau, est de 11,8 °C et le cumul annuel moyen de précipitations est de 1 018,0 mm,. Pour l'avenir, les paramètres climatiques de la commune estimés pour 2050 selon différents scénarios d’émission de gaz à effet de serre sont consultables sur un site dédié publié par Météo-France en novembre 2022.

## Urbanisme

### Typologie
Au 1er janvier 2024, Verneuil-sur-Vienne est catégorisée commune rurale à habitat dispersé, selon la nouvelle grille communale de densité à sept niveaux définie par l'Insee en 2022.
Elle appartient à l'unité urbaine de Limoges, une agglomération intra-départementale regroupant dix  communes, dont elle est une commune de la banlieue,,. Par ailleurs la commune fait partie de l'aire d'attraction de Limoges, dont elle est une commune de la couronne,. Cette aire, qui regroupe 127 communes, est catégorisée dans les aires de 200 000 à moins de 700 000 habitants,.

### Occupation des sols
L'occupation des sols de la commune, telle qu'elle ressort de la base de données européenne d’occupation biophysique des sols Corine Land Cover (CLC), est marquée par l'importance des territoires agricoles (62,3 % en 2018), en diminution par rapport à 1990 (73,1 %). La répartition détaillée en 2018 est la suivante : 
zones agricoles hétérogènes (35,8 %), prairies (25,4 %), forêts (19,5 %), zones urbanisées (11,2 %), zones industrielles ou commerciales et réseaux de communication (3,1 %), mines, décharges et chantiers (1,6 %), eaux continentales (1,6 %), terres arables (1 %), milieux à végétation arbustive et/ou herbacée (0,8 %). L'évolution de l’occupation des sols de la commune et de ses infrastructures peut être observée sur les différentes représentations cartographiques du territoire : la carte de Cassini (XVIIIe siècle), la carte d'état-major (1820-1866) et les cartes ou photos aériennes de l'IGN pour la période actuelle (1950 à aujourd'hui).

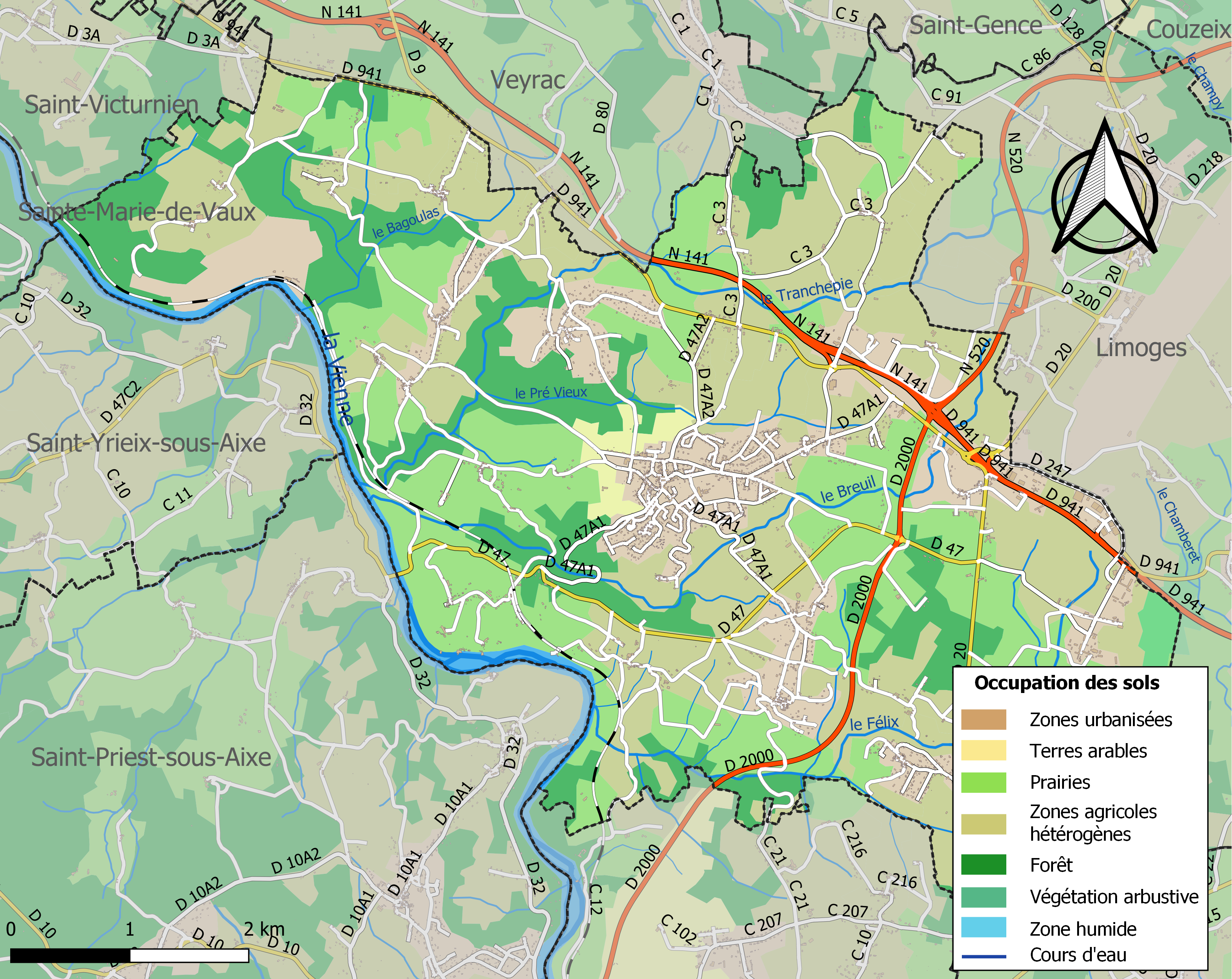
Carte des infrastructures et de l'occupation des sols de la commune en 2018 (CLC).

### Risques majeurs
Le territoire de la commune de Verneuil-sur-Vienne est vulnérable à différents aléas naturels : météorologiques (tempête, orage, neige, grand froid, canicule ou sécheresse), inondations et séisme (sismicité faible). Il est également exposé à deux risques technologiques,  le transport de matières dangereuses et la rupture d'un barrage, et à un risque particulier : le risque de radon. Un site publié par le BRGM permet d'évaluer simplement et rapidement les risques d'un bien localisé soit par son adresse soit par le numéro de sa parcelle.

#### Risques naturels
Certaines parties du territoire communal sont susceptibles d’être affectées par le risque d’inondation par débordement de cours d'eau, notamment la Vienne. La commune a été reconnue en état de catastrophe naturelle au titre des dommages causés par les inondations et coulées de boue survenues en 1982, 1993 et 1999,. Le risque inondation est pris en compte dans l'aménagement du territoire de la commune par le biais du plan de prévention des risques inondation (PPRI) de la « Vienne d'Aixe à Saillat », approuvé le 12 octobre 2007.

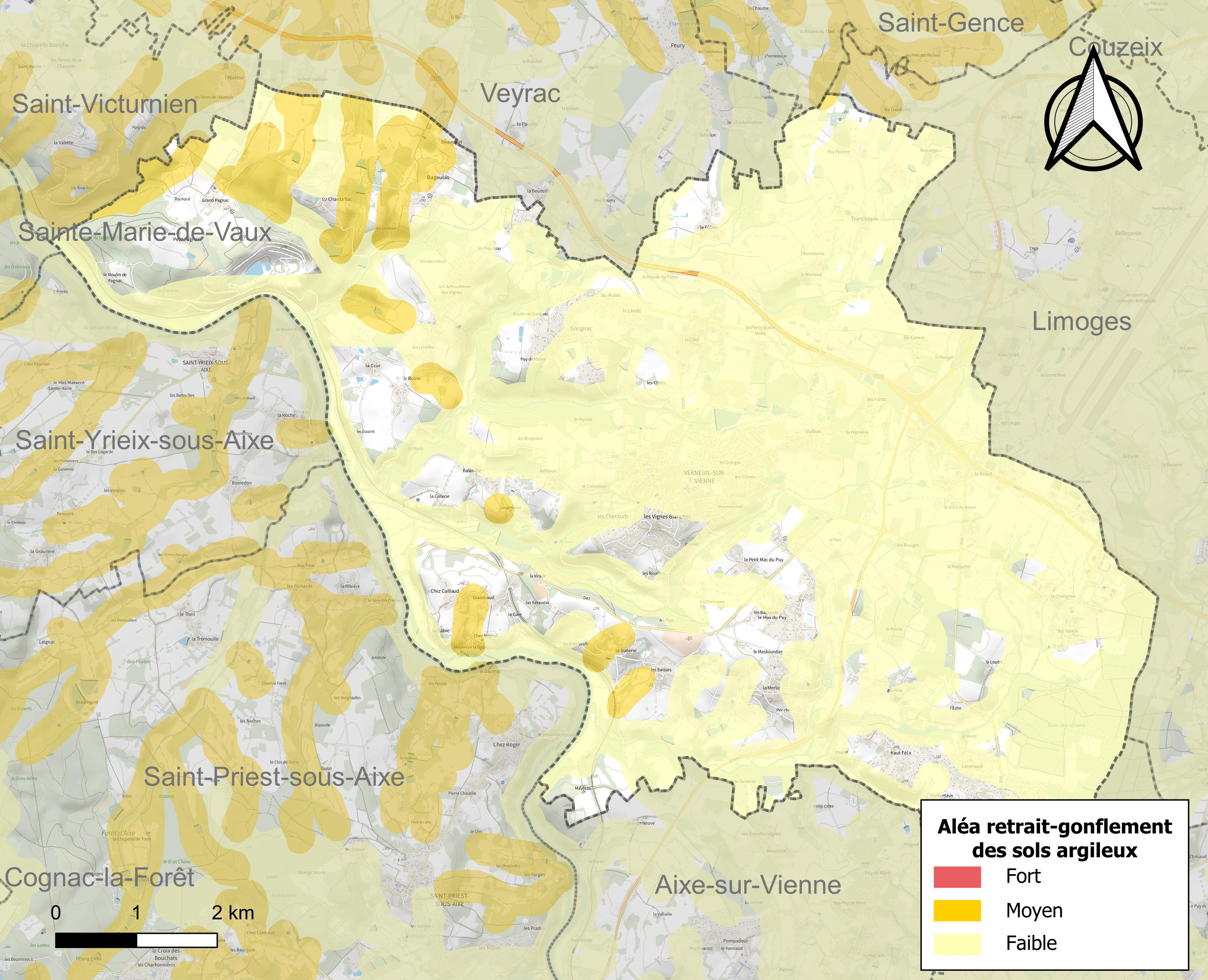
Carte des zones d'aléa retrait-gonflement des sols argileux de Verneuil-sur-Vienne.

Le retrait-gonflement des sols argileux est susceptible d'engendrer des dommages importants aux bâtiments en cas d’alternance de périodes de sécheresse et de pluie. 7,2 % de la superficie communale est en aléa moyen ou fort (27 % au niveau départemental et 48,5 % au niveau national métropolitain). Depuis le 1er octobre 2020, en application de la loi ÉLAN, différentes contraintes s'imposent aux vendeurs, maîtres d'ouvrages ou constructeurs de biens situés dans une zone classée en aléa moyen ou fort,.
La commune a été reconnue en état de catastrophe naturelle au titre des dommages causés par la sécheresse en 2019 et par des mouvements de terrain en 1999.

#### Risque technologique
La commune est en outre située en aval des barrages de Lavaud-Gelade, dans la Creuse, de Saint-Marc et de Vassivière, des ouvrages de classe A. À ce titre elle est susceptible d’être touchée par l’onde de submersion consécutive à la rupture de cet ouvrage.

#### Risque particulier
Dans plusieurs parties du territoire national, le radon, accumulé dans certains logements ou autres locaux, peut constituer une source significative d’exposition de la population aux rayonnements ionisants. Selon la classification de 2018, la commune de Verneuil-sur-Vienne est classée en zone 3, à savoir zone à potentiel radon significatif.

## Toponymie
Les mentions anciennes de la localité sont : Vernolio v.1315, Vernolio XVI.
L'étymologie de Verneuil est issu du gaulois verna « aulne, aulnaie » + -ialo « domaine, village », et signifie « Domaine des Aulnes »,. Ce toponyme se rattache souvent à une zone marécageuse.

## Histoire

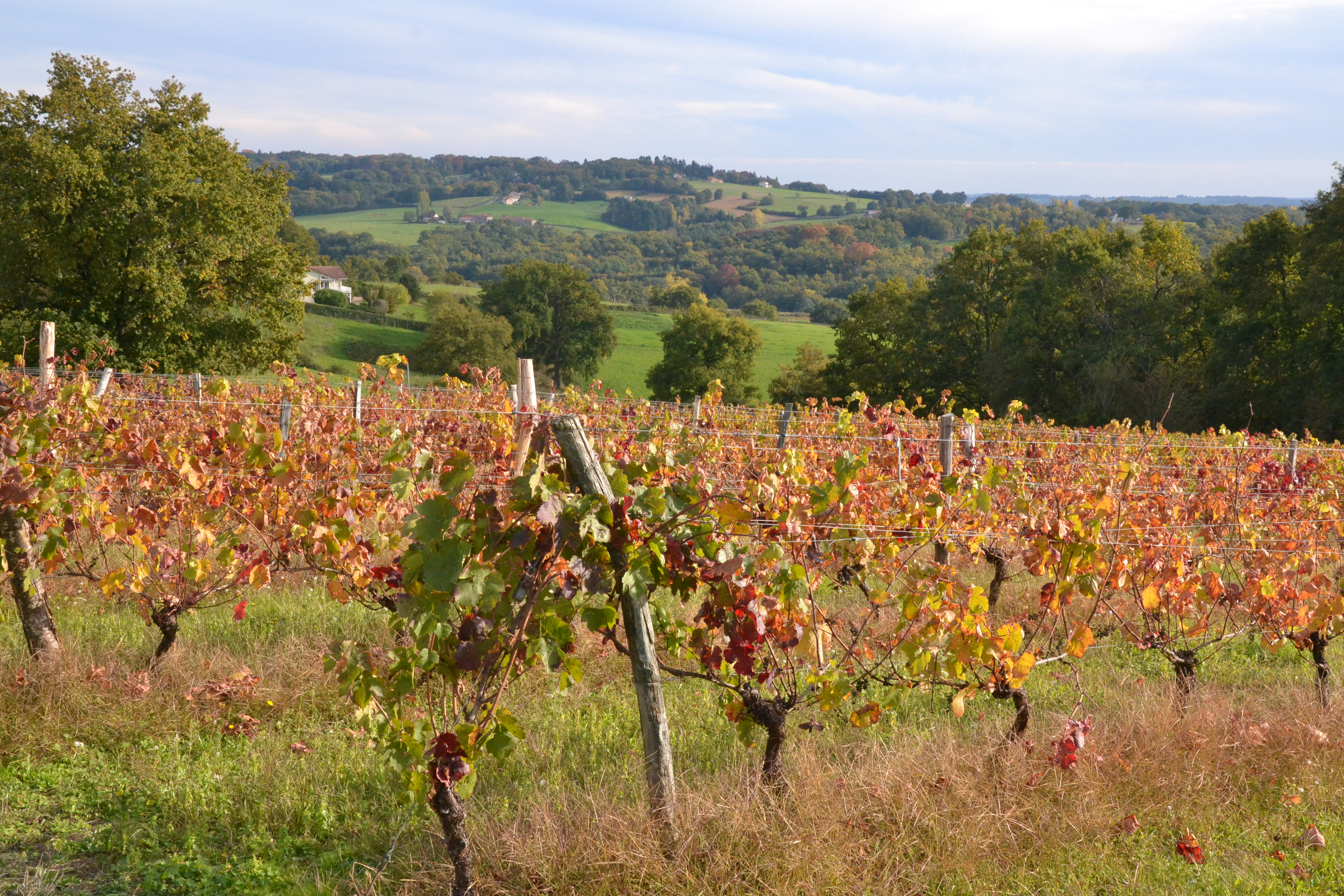
Le vignoble de Verneuil.

- Les premières traces de vigne à Verneuil datent de 1503. Dans les années 1780, sur la commune, 270 ha de vignes étaient en exploitation, soit environ, 20 % des terres cultivées. Entre 1870 et 1890, le phylloxéra va anéantir le vignoble, ramenant les surfaces de 3700 à 170 ha pour le département de la Haute-Vienne. Grâce à la persévérance des vignerons de cette époque, le vignoble de Verneuil fut un des rares à être préservé. Jusqu’en 1980, on comptait plusieurs hectares plantés en vigne dont quatre hectares en exploitation à la Merlie, petit hameau de la commune. Puis pour diverses raisons, l’exploitation de la vigne a été abandonnée, privant Verneuil de son vignoble et des traditionnelles vendanges.C’est en 1990, qu’une bande de nostalgiques décidèrent, derrière Gilbert Pétiniaud maire de Verneuil, de tout mettre en œuvre pour relancer la vigne à Verneuil. Au départ, l’idée était de replanter quelques ceps, faire un peu de vin, et organiser des fêtes autour de la vigne et du vin.

L’association les « Amis du Rosé de Verneuil » a été créée en 1993, suivie par la création de la SCEA les « Vignerons de Verneuil ».
- Le château de Pennevayre hébergea le roi Louis XI. Le château de Pennevayre "féodale" des quatre demeures nobles de Verneuil.

Autour d'un bâtiment du XIIIe siècle, des ailes furent ajoutées au XIVe siècle puis au XVIe siècle. Elles sont dotées d'un système défensif pour temps de troubles (tour d'angle aujourd'hui disparue, fenêtres grillées côté rue, ouvertures oblongues pour les tirs d'arquebuse).
Le château fut la demeure noble du fief de Pennevayre, mouvant de la vicomté de Limoges. La famille Pennevayre est attestée plusieurs fois au cours des XIIIe et XIVe siècles, presque toujours en tant que chevaliers du vicomte.
En juillet 1463, se rendant à Saint-Junien, le roi Louis XI fut hébergé en ce château…
À partir du XVIe siècle, le fief de Pennevayre fut la propriété de la famille Bermondet. En 1576, Georges Bermondet le vendit à Pierre Mauple, dont la famille fut seigneur de Pennevayre jusqu'au XVIIIe siècle.
Toutefois, quelques années plus tard, en 1780, le château n'était plus qu'un "vieux château servant de logement aux domestiques", et au XIXe siècle, il fut transformé en bâtiment d'exploitation, puis progressivement laissé à l'abandon.
Cependant, elle a conservé quelques beaux restes à l'intérieur : cheminées à hottes blasonnées et à fines colonnettes, escalier aux allures de loggia à l'italienne, hauts plafonds aux poutres moulurées.
- Autel gallo-romain

Il est situé au lieu-dit le Pérou au sud de la Boilerie, entre deux parcelles de champs sur la droite.
Propriétaire : la commune de Verneuil-sur-Vienne.
Historique :
Il est constitué d'une table en granit et est isolé dans un champ à côté d'un chêne.
Dans le domaine religieux, un autel est une table sacrée servant au sacrifice rituel ou au dépôt d’offrandes.
Étymologiquement, on retrouve dans le mot « autel » deux notions : la hauteur (du latin altar qui donne l’italien altare, à la fois élévation et profondeur, comme dans l’expression « haute mer ») et la nourriture (du latin alere, alimenter, sustenter).
- Le pont de la Gabie

C'est la rivière de la Vienne qui coule sous ce magnifique pont.
Propriétaires : une partie est à la commune de Verneuil-sur-Vienne et l'autre partie appartient à la commune de Saint-Priest-sous-Aixe.
Historique :
Le Pont comporte sept arches construites de 1862 à 1865 (époque 3e quart du XIXe siècle) à l’amont des vestiges d’un ancien pont gallo-romain dit le pont des Piles. Il est édifié au milieu du XIXe siècle, en partie avec les pierres restantes des piles de l'ancien pont situé environ 200 mètres en aval, qu'empruntait la
grande voie romaine de Lyon à Saintes.
Il est édifié par Charles Trote, entrepreneur à Romorantin, avec des pierres extraites d’une carrière située sur la commune de Cognac-la-Forêt.
Cette voie venait de La Merlie, passait aux Richards et rejoignait le Queyroix, où elle croisait le grand chemin de Limoges à Saint-Junien. Plusieurs toponymes ont des origines romaines : Pagnac, Greignac et Chardaillac, la Boine.
Il fut la victime de nombreuses explosions durant la guerre de 1939 à 1945 et fut détruit plusieurs fois par les résistants pour éviter les assaillants ennemis de le traverser. Ils étaient donc obligés de faire un grand détour pour aller passer sur le pont d’Aixe-sur-Vienne ou sur celui de Saint-Victurnien.
Reconstruit systématiquement, il fut restauré il y a une dizaine d’années.
- Limoges-Les Vaseix :

Le président Emmanuel Macron vient en visite dans le but de promouvoir les « états généraux de l’alimentation ».

## Blasonnement
|  | Les armoiries de Verneuil-sur-Vienne se blasonnent ainsi : De gueules à la grappe de raisin d'or, au chef du même chargé d'une crosse et d'un bâton de prévôt de sable passés en sautoir. |

## Politique et administration

### Liste des maires
| Période      | Période      | Identité                      | Étiquette | Qualité |
| ------------ | ------------ | ----------------------------- | --------- | --- |
| 1944         | 1945         | Jean Grandamas                |           | |
| 1945         | 1947         | Pierre Ramnoux                |           | |
| 1947         | 1965         | Jean Grandamas                |           | |
| 1965         | 1972         | Charles Gueffier              |           | |
| 1972         | mars 1977    | Philippe Tarneaud (1918-2012) |           | Cadre de banque, ancien résistant                                                                            |
| mars 1977    | avril 1992   | René Denis                    | PS        | Inspecteur de mutuelles agricoles retraité Conseiller général d'Aixe-sur-Vienne (1973 → 1998) Démissionnaire |
| avril 1992   | janvier 2013 | Gilbert Pétiniaud             | PS        | Retraité, maire honoraire Démissionnaire                                                                     |
| janvier 2013 | En cours     | Pascal Robert                 | PS        | Proviseur de lycée 13e vice-président de Limoges Métropole Réélu pour le mandat 2020-2026                    |

## Démographie
L'évolution du nombre d'habitants est connue à travers les recensements de la population effectués dans la commune depuis 1793. Pour les communes de moins de 10 000 habitants, une enquête de recensement portant sur toute la population est réalisée tous les cinq ans, les populations de référence des années intermédiaires étant quant à elles estimées par interpolation ou extrapolation. Pour la commune, le premier recensement exhaustif entrant dans le cadre du nouveau dispositif a été réalisé en 2004.

En 2022, la commune comptait 4 940 habitants, en évolution de +0,84 % par rapport à 2016 (Haute-Vienne : −0,68 %, France hors Mayotte : +2,11 %).
| 1793  | 1800  | 1806  | 1821  | 1831  | 1836  | 1841  | 1846  | 1851  |
| ----- | ----- | ----- | ----- | ----- | ----- | ----- | ----- | ----- |
| 1 751 | 1 776 | 1 723 | 1 983 | 2 097 | 2 067 | 2 109 | 2 198 | 2 198 |

| 1856  | 1861  | 1866  | 1872  | 1876  | 1881  | 1886  | 1891  | 1896  |
| ----- | ----- | ----- | ----- | ----- | ----- | ----- | ----- | ----- |
| 2 132 | 2 057 | 2 074 | 2 223 | 2 220 | 2 176 | 2 157 | 2 127 | 2 120 |

| 1901  | 1906  | 1911  | 1921  | 1926  | 1931  | 1936  | 1946  | 1954  |
| ----- | ----- | ----- | ----- | ----- | ----- | ----- | ----- | ----- |
| 2 073 | 2 118 | 2 036 | 1 847 | 1 795 | 1 751 | 1 696 | 1 615 | 1 687 |

| 1962  | 1968  | 1975  | 1982  | 1990  | 1999  | 2004  | 2006  | 2009  |
| ----- | ----- | ----- | ----- | ----- | ----- | ----- | ----- | ----- |
| 1 510 | 1 529 | 1 749 | 2 362 | 2 968 | 3 188 | 3 521 | 3 718 | 4 209 |

| 2014  | 2019  | 2022  | - | - | - | - | - | - |
| ----- | ----- | ----- | - | - | - | - | - | - |
| 4 724 | 4 881 | 4 940 | - | - | - | - | - | - |

## Lieux et monuments
- Église Saint-Pierre-ès-Liens de Verneuil-sur-Vienne de style Roman Limousin XIIe siècle, XVe siècle, le clocher a été refait au XIXe siècle, travaux nécessaires de consolidations. Elle est inscrite à l'Inventaire général du patrimoine culturel[34].
- Château de Pennevayre, presque en ruine.
- Pont de la Gabie, aux bords de Vienne.
- La forêt des Vaseix dont son lycée agricole de Limoges Les Vaseix
- Le dolmen de La Croix-du-Breuil, situé route du Dolmen, entre la D 47a1 et la D 2000.

### ZNIEFF
La commune présente deux zones naturelles d'intérêt écologique, faunistique et floristique (ZNIEFF) de type 1.
- Vallée de la Vienne du moulin de la Mie au  Daumail[35]. La zone s'étend des deux côtés de la Vienne sur les communes de Saint-Priest-sous-Aixe, Aixe-sur-Vienne, Verneuil-sur-Vienne. Elle est remarquable pour ses zones humides, et prairies humides, ses rpisylves et ses chênaies-charmaies, Dans cette zone se trouve, sur la rive droite de la Vienne, le sentier d'interprétation de Mayéras.
- Vallée de la Vienne au Mas-Marvent[36]. La zone  s'étend des deux côtés de la Vienne, sur les communes de Saint-Yrieix-sous-Aixe, Saint-Victurnien, Sainte-Marie-de-Vaux, Verneuil-sur-Vienne.”Le site est limité à la zone la plus escarpée de la vallée. Des rives abruptes émergent des rochers créant des zones de courant important dans le cours d'eau.”[37]

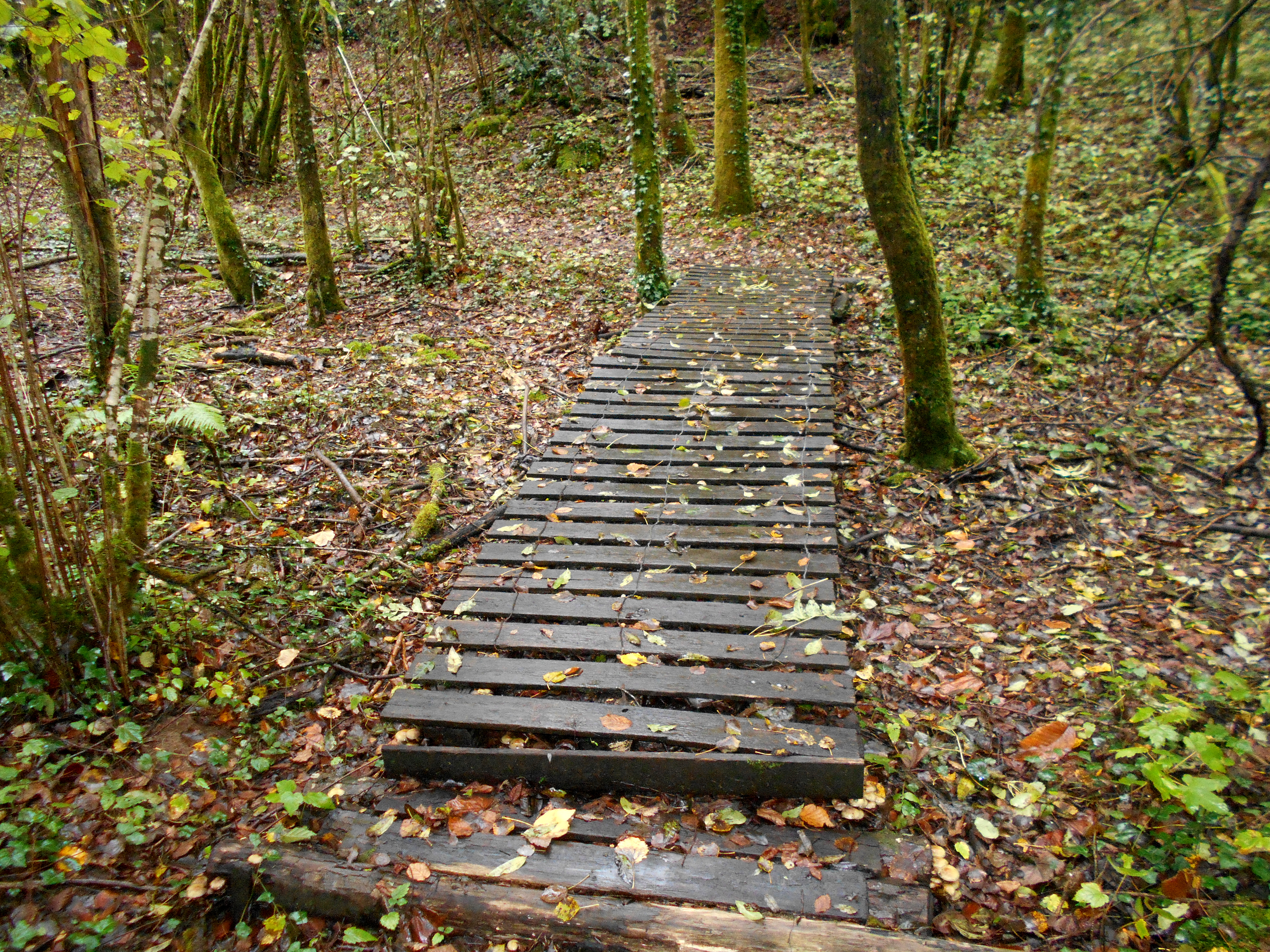
Le sentier d'interprétation de Mayéras
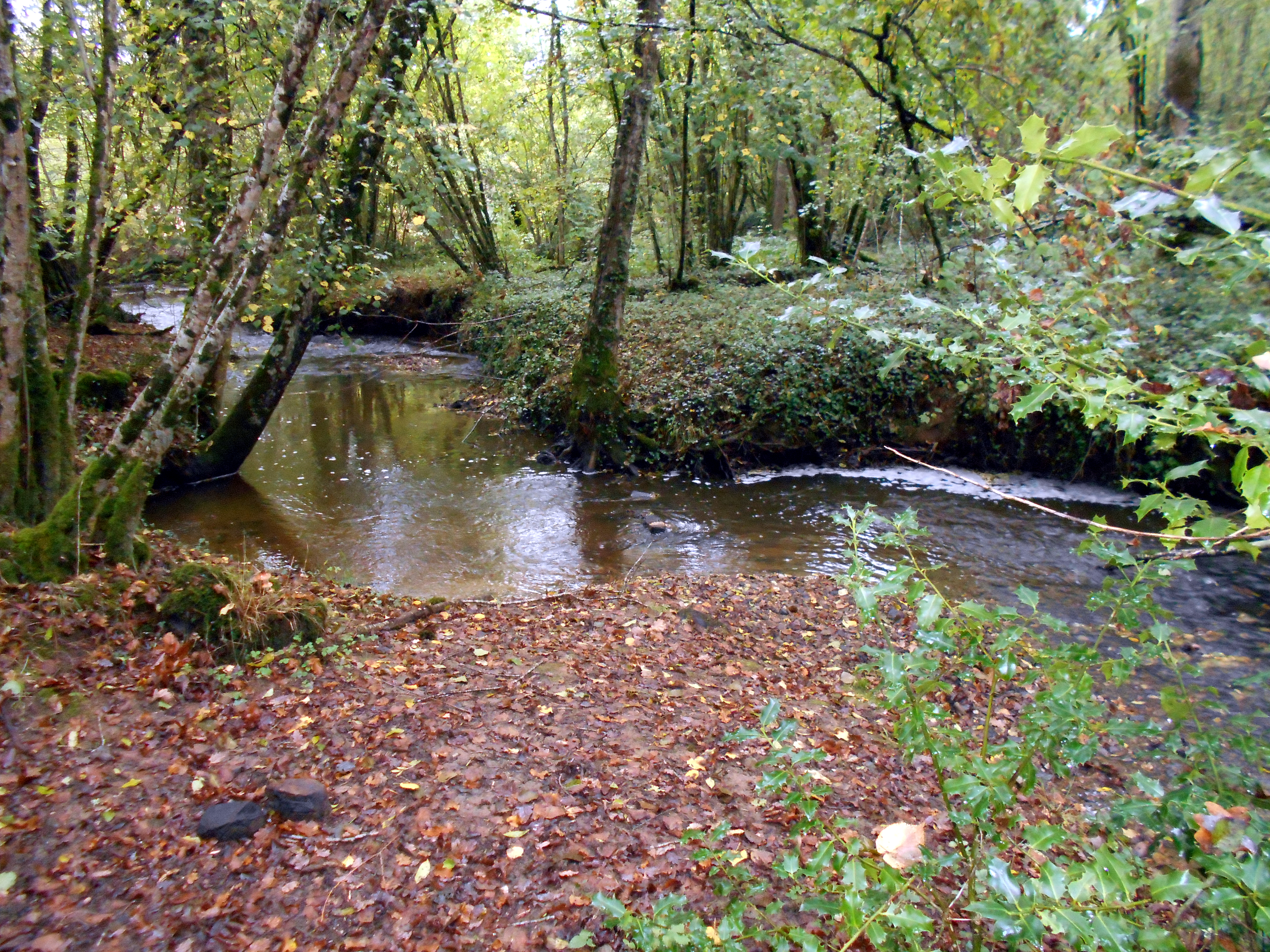
Me ruisseau Félix

## Personnalités liées à la commune
- Louis XI logea au château de Pennevayre.
- Pierre Mourier (1766-1844), général français de la Révolution Francaise et de l’Empire. Fils d'autre Pierre Mourier, sieur des Granges en Verneuil-sur-Vienne, négociant en bois.
- François Mitterrand est lié à Limoges. En remontant encore dans l'arbre généalogique de la famille maternelle de Pétronille, les Du Soulier, on trouve des ancêtres à Saint-Auvent (les grands-parents de Pétronille), Saint-Laurent-sur-Gorre, et Verneuil-sur-Vienne, au XVIIe siècle.
- Marcel Rigout, né en 1928 à Verneuil/Vienne, ancien député et ancien ministre.
- Richard Dacoury, joueur de basket au CSP Limoges, a résidé à Verneuil-sur-Vienne.
- Michael Brooks, joueur de basket au CSP Limoges, a résidé à Verneuil-sur-Vienne.
- Théo Vimpère, cycliste, a résidé à Verneuil-sur-Vienne.
- Claude Bolotny, ancien joueur français de basket-ball, puis entraîneur et responsable technique, y réside.

## Pour approfondir